# 丘倫卡內山
17°45′49″S 69°52′12″W / 17.76361°S 69.87000°W
丘倫卡內山（Chulluncane），是秘魯的山峰，位於該國南部塔克納大區，由塔克納省的帕爾卡區負責管轄，屬於安地斯山脈的一部分，海拔高度4,600米。